# Tom Lawson
Le général Thomas J. Lawson CMM CD fut chef d'état-major des Forces canadiennes d'octobre 2012 à juillet 2015. Il était membre de l'Aviation royale du Canada et fut notamment commandant adjoint du Commandement de la défense aérospatiale de l'Amérique du Nord.